# ATV焦點
《ATV焦點》（英語：ATV Focus），是香港亞洲電視的時事評論節目，逢星期一至五香港時間晚上10時55分至11時正於亞洲電視本港台及亞洲台播出。
本節目於2011年1月3日啟播，接替形式相似的節目《主播天下》。原為新聞部高層梁家榮及譚衛兒（已離任）策劃，揀選重點新聞再採用新聞記者的觀點以深入角度剖析，由不同專職不同範疇記者擔任主持。但在2012年4月16日突然轉為以簡報及由特定記者旁述，政治立場完全親建制派，意見走向單一化，且被指經常肆意抨擊泛民主派，至2015年1月2日停播。

## 歷史
- 2011年1月3日開始，逢星期一至五22:30-22:45（《夜間新聞》前）於本港台、亞洲台同步播出。
- 2011年2月2日，由於播放《人氣春晚‧唱紅亞洲》，當晚《ATV焦點》暫停播出。
- 由於發生日本大地震，2011年3月14日至17日將節目的播放時間延長至30分鐘（22:00-22:30）。
- 2011年4月9日（星期六），由於劉吳惠蘭辭職，當晚播出《ATV焦點周末特別版－劉吳惠蘭辭職》。
- 2011年5月2日起，改在23:30-23:50（《把酒當歌》後）於本港台、亞洲台同步播出。
- 2011年8月15日起，改在22:45-23:00（《把酒當歌》前）播出。
- 2011年8月23日，由於播放特備節目——《殷莉記者招待會》，談及有關《走進上市公司》的有償新聞爭議，當晚《ATV焦點》暫停播出。
- 2012年3月25日（星期日），當晚本港台及亞洲台於19:00-19:58播出特備節目《ATV焦點：迎接新時代–選後點評》。
- 2012年4月16日起，由於22:00首播全新財經節目《國際財經視野》，本節目轉以簡報及由特定記者旁述，意見並走向單一化，改在22:55-23:00（《夜間新聞》後）於本港台及亞洲台播出。
- 2012年8月6日起，本節目開始於08:40-08:45（《亞洲早晨》後）於本港台及亞洲台重播。
- 2012年8月13日起，本節目提早於18:40-18:45（《六點鐘新聞》後）於本港台及亞洲台首播，並於22:55-23:00（《夜間新聞》後）及翌日08:40-08:45（《亞洲早晨》後）重播。
- 2012年9月3日的國民教育題材節目被認為內容偏頗、有欠中立等，通訊事務管理局於一天內收到超過一萬宗投訴[1]。於翌日單日內接獲的新增投訴達3萬個，累計投訴電郵飈升至4萬個，預料個案涉違反守則表面證據成立的機會甚高，相信委員將展開調查[2]。
- 2012年12月5日，通訊事務管理局裁定9月份播出的五集有關反國民教育人士的《ATV焦點》違反了規管「個人意見節目」的《電視節目守則》第9章，包括該五集節目未能提供適當機會予其他人作回應，未有讓有關國民教育的多方面意見得以表達，提供不準確或誤導性的事實資料和於9月5日和6日兩集中有兩處錯誤的資料，因此向亞洲電視發出警告[3][4][5][6]。
- 2013年3月18日起，本節目進行改革，改由金鈴主持，王瑩或戴熙則為後備主持，於播放記者旁述的評論簡報前後簡述新聞及評論內容，節目延遲5分鐘完結，改為18:35-18:45（《六點鐘新聞》後）於本港台及亞洲台首播，並於22:55-23:00（《夜間新聞》後）及翌日08:40-08:45（《亞洲早晨》後）重播。
- 2013年6月3日起，本節目加入「主播平台」環節，該環節設有2名主持，包括一名常規主持（金鈴、王瑩、戴熙或王嘉恩）及一名於新聞部任職的主播（何戎笙、陳興昌、王瑩、戴熙或王嘉恩），節目延遲5分鐘完結，改為18:35-18:50（《六點鐘新聞》後）於本港台及亞洲台首播，並於22:55-23:00（《夜間新聞》後）及翌日08:35-08:45（《亞洲早晨》後）重播。
- 2014年2月26日，因亞洲電視執行董事唐文被撤職，《ATV焦點》開始採用不留名人士作為負責人。
- 受亞洲電視拖欠員工薪酬事件影響，《ATV焦點》2015年1月2日播出最後一集，1月5日起同時段播出新節目《ATV這一家》。

## 播出時間
- 本港台、亞洲台：
  - 首播：星期一至五18:40-18:45
  - 重播：星期一至五22:55-23:00、08:40-08:45
- 亞洲台：
  - 星期二至六00:20-00:25、01:45-01:50、14:45-14:50、17:00-17:05
  - 星期六10:45-11:05（重播一週內容）

## 節目主持
- 金鈴
  - 主播平台：王嘉恩
  - 後備：戴熙、陳興昌
- 除金鈴及王嘉恩外，其他總為亞視新聞部員工。

## 爭議
《ATV焦點》2012年9月3日節目的評論內容，被普遍市民指責內容嚴重偏頗，抹黑學民思潮，並模稜兩可地試圖描述泛民主派為立法會的「破壞派」，惹起激烈爭議。通訊局一星期接獲逾4萬人投訴《ATV焦點》違反《電視節目守則》，調查後向亞視發出警告，但亞視並無就此道歉同收回節目中有關言論。

## 收視
以下為該節目於亞洲電視本港台、首播之收視紀錄：
| 集數                                                           | 日期                  | 平均收視點 | 百分比 |
| -------------------------------------------------------------- | --------------------- | ---------- | ------ |
| 1-5                                                            | 2011年1月3日-1月7日   | 2點        | 9%     |
| 6-10                                                           | 2011年1月10日-1月14日 | 2點        | 9%     |
| 11-15                                                          | 2011年1月17日-1月21日 | 2點        | 8%     |
| 16-20                                                          | 2011年1月24日-1月28日 | 2點        | 10%    |
| 21-24                                                          | 2011年1月31日-2月4日  | 2點        | 8%     |
| 25-29                                                          | 2011年2月7日-2月11日  | 2點        | 8%     |
| 30-34                                                          | 2011年2月14日-2月18日 | 2點        | 8%     |
| 35-39                                                          | 2011年2月21日-2月25日 | 2點        | 8%     |
| 40-44                                                          | 2011年2月28日-3月4日  | 2點        | 8%     |
| 45-49                                                          | 2011年3月7日-3月11日  | 3點        | 12%    |
| 50-54                                                          | 2011年3月14日-3月18日 | 3點        | 12%    |
| 55-59                                                          | 2011年3月21日-3月25日 | 3點        | 8%     |
| 50-64                                                          | 2011年3月28日-4月1日  | 3點        | 12%    |
| 65-69                                                          | 2011年4月4日-4月8日   | 2點        | 8%     |
| 70-74                                                          | 2011年4月11日-4月15日 | 3點        | 12%    |
| 75-79                                                          | 2011年4月18日-4月22日 | 3點        | 12%    |
| 因ATV焦點已超出收視統計的時段，所以由2011年4月25日起暫停記錄。 |                       |            |        |

資料來源：CSM媒介研究（一個收視點代表63,600名觀眾）

## 外部連結
- 亞洲電視節目網頁 - ATV焦點
- ATV焦點@YouTube（页面存档备份，存于）